# Elias Lasisi
Elias Lasisi (* 9. Januar 1992 in Löwen) ist ein belgischer Basketballspieler.

## Werdegang
Lasisi spielte zunächst bis Januar 2017 in seinem Heimatland. Da er laut Angaben seines damaligen Arbeitgebers Limburg United gegen Verhaltensregeln verstieß, kam es im Januar 2017 zur sofortigen Trennung. Er wurde kurz darauf vom französischen Erstligisten ESSM Le Portel verpflichtet.
In den Spielzeiten 2017/18 und 2018/19 stand er beim BC Oostende unter Vertrag, 2018 und 2019 gewann er mit der Mannschaft die belgische Meisterschaft sowie 2018 zusätzlich den belgischen Pokalwettbewerb. In der Sommerpause 2019 nahm er ein Angebot des deutschen Bundesligisten BG Göttingen an. Nach dem Auslaufen seines Vertrags mit den „Veilchen“ am Saisonende 2019/20 weilte der Belgier vier Wochen bei Brose Bamberg, dorthin war Trainer Johan Roijakkers gewechselt, unter dem er zuvor in Göttingen gespielt hatte. Anfang November 2020 nahm Bundesligist Crailsheim Merlins Lasisi unter Vertrag. Nach zwei Spielzeiten bei den Hohenlohern schloss sich der Belgier im Sommer 2022 mit Heidelberg einem weiteren Bundesligisten an.
Nach dem Ende der Saison 2023/24 kam es zwischen dem Belgier und der Heidelberger Mannschaft zur Trennung. Lasisi kehrte in sein Heimatland zurück und wurde Mitglied der Antwerp Giants.

### Nationalmannschaft
Lasisi bestritt sein erstes A-Länderspiel für Belgien am 10. Juli 2014 gegen die Niederlande.